# Класификација сисара

## Листа сисара по класификацији: (у изради)
график заступљености живући редова сисара према броју врста
† - ознака за изумрли таксон
- Класа: Mammalia (сисари)
  - Поткласа: Ornithodelphia
    - Кладус: Monotremaformes
      - Ред: Monotremata (кљунари)

  - Кладус: Theriimorpha
    - Род: †Fruitafossor
    - Ред: †Eutriconodonta
    - Кладус: Theriiformes
      - Породица: †Tinodontidae
      - Поткласа: †Allotheria
      - Кладус: Trechnotheria
        - Кладус: †Spalacotheriida
        - Кладус: Cladotheria
          - Ред: †Amphitheriida
          - Ред: †Dryolestida
          - Кладус: Zatheria
            - Породица: †Arguimuridae
            - Породица: †Vincelestidae
            - Ред: †Peramura
            - Кладус: Tribosphenida
              - Кладус: †Australosphenida
              - Кладус: Boreosphenida
                - Поткласа: Theria (вивипарни сисари)
                  - Род: †Patagomaia
                  - Род: †Spelaeomolitor
                  - Incertae sedis:
                    - Род: †Tingamarra

                  - Кладус: Eutheria (виши сисари)
                  - Кладус: Metatheria

### Инфракласа: Placentalia
- Инфракласа: Placentalia (плацентални сисари)
  - Род: †Alveugena
    - †Alveugena carbonensis

  - Род: †Ambilestes
    - †Ambilestes cerberoides

  - Породица: †Procerberidae
    - Род: †Procerberus
      - †Procerberus andesiticus
      - †Procerberus formicarum
      - †Procerberus grandis
      - †Procerberus plutonis
      - †Procerberus sp. (LACM 157283 & LACM 157284)
      - †Procerberus sp. (LACM 157285)
      - †Procerberus sp. (UALVP 44190)
      - †Procerberus sp. A
      - †Procerberus sp. B
      - †Procerberus sp. C

  - Ред: †Palaeoryctida даљња класификација −−−>
  - Ред: †Taeniodonta даљња класификација −−−>
  - Магнред: Atlantogenata (јужни плацентални сисари)
    - Надред: Afrotheria (афрички плацентални сисари)
      - Велики Ред: Afroinsectiphilia
        - Мироред: Afroinsectivora (афрички бубоједи)
        - Ред: Tubulidentata (цјевозупке)
        - Ред: †Ptolemaiida

      - Кладус: Paenungulatomorpha
        - Велики Ред: Paenungulata (поткопитари)
        - Породица: †Ocepeiidae
          - Род: †Ocepeia
            - †Ocepeia daouiensis
            - †Ocepeia grandis

        - Род: †Abdounodus
          - †Abdounodus hamdii

        - Род: †Hadrogeneios
          - †Hadrogeneios phosphaticus

    - Кладус: Americatheria (амерички плацентални сисари)
      - Incertae sedis:
        - †Americatheria sp. (MLP 94-III-15-14) (Vizcaíno & Scillato-Yané, 1995) ("љењивац" са острва Симор)

      - Надред: Xenarthra
        - Ред: Cingulata (оклопници)
        - Ред: Pilosa
          - Подред: Folivora (љењивци)
          - Подред: Vermilingua (мравоједи)

  - Магнред: Boreoeutheria (сјеверни плацентални сисари)
    - Incertae sedis:
      - Род: †Veratalpa
        - †Veratalpa lugdunensiana

    - Надред: Euarchontoglires
      - Велики Ред: Euarchonta
      - Кладус: Gliriformes
      - Ред: †Apatotheria
      - Породица: †Picrodontidae

    - Надред: Laurasiatheria (лаурзијски плацентални сисари)
      - Ред: Eulipotyphla (прави бубоједи)
      - Кладус: Scrotifera
        - Род: †Acmeodon
          - †Acmeodon secans
          - †Acmeodon sp. (Bison Basin, Wyoming)

        - Род: †Avunculus
          - †Avunculus didelphodonti

        - Род: †Gelastops
          - †Gelastops joni
          - †Gelastops parcus
          - †Gelastops sp. (Nose Creek, Alberta)

        - Incertae sedis:
          - †"Wyonycteris" microtis

        - Породица: †Eosoricodontidae
          - Род: †Eosoricodon
            - †Eosoricodon terrigena

        - Кладус: Apo-Chiroptera (шишмиши) даљња класификација −−−>
        - Велики Ред: Ferungulata
          - Мироред: Ferae
            - Кладус: Pan-Carnivora (звијеролики сисари)
              - Кладус: Carnivoramorpha (звијеролики сисари) даљња класификација −−−>
              - Ред: †Hyaenodonta (лажне звијери) даљња класификација −−−>
              - Ред: †Oxyaenodonta (лажне звијери) даљња класификација −−−>
              - Породица: †Simidectidae
                - Род: †Simidectes
                  - †Simidectes magnus
                  - †Simidectes medius
                  - †Simidectes merriami
                  - †Simidectes sp. (FMNH PM 61190)
                  - †Simidectes sp. (San Diego County, Southern California)

              - Род: †Altacreodus
                - †Altacreodus magnus

            - Кладус: Pholidotamorpha (љускавцолики сисари) даљња класификација −−−>
            - Ред: †Pantolesta даљња класификација −−−>

          - Кладус: Pan-Euungulata
            - Мироред: Euungulata (прави копитари)
              - Кладус: Pan-Perissodactyla
              - Кладус: Paraxonia

            - Породица: †Protungulatidae
              - Род: †Protungulatum
                - †Protungulatum coombsi
                - †Protungulatum donnae
                - †Protungulatum gorgun
                - †Protungulatum mckeeveri
                - †Protungulatum sloani

          - Incertae sedis ихнофосилни представници великог реда Ferungulata:
            - Ихнород: †Palimmecopus
              - Ихноврста: †Palimmecopus praecursor

| Ред: Palaeoryctida - Ред: †Palaeoryctida - Породица: †Palaeoryctidae - Род: †Aceroryctes - †Aceroryctes dulcis - Род: †Lainoryctes - †Lainoryctes youzwyshyni - Род: †Nuryctes - †Nuryctes alayensis - †Nuryctes gobiensis - †Nuryctes qinlingensis - Род: †Pinoryctes - †Pinoryctes collector - Incertae sedis: - †Palaeoryctidae sp. (RI 343 & RI 355) - †Palaeoryctidae sp. (Andarak 2, Osh, Kyrgyzstan) - †Palaeoryctidae sp. indet. 1 - †Palaeoryctidae sp. indet. 2 - Потпородица: †Palaeoryctinae (парафилетска потпородица) - Род: †Aaptoryctes - †Aaptoryctes ivyi - Род: †Eoryctes - †Eoryctes melanus - Род: †Ottoryctes - †Ottoryctes winkleri - Род: †Palaeoryctes (парафилетски род) - †Palaeoryctes cruoris - †Palaeoryctes jepseni - †Palaeoryctes minimus - †Palaeoryctes puercensis - †Palaeoryctes punctatus - †Palaeoryctes sp. (Roche Percée, Saskatchewan, Canada) | Ред: Taeniodonta - Ред: †Taeniodonta - Род: †Schowalteria - †Schowalteria clemensi - Породица: †Conoryctidae - Потпородица: †Conoryctinae - Племе: †Conoryctellini - Род: †Conoryctella - †Conoryctella dragonensis - †Conoryctella pattersoni - Племе: †Conoryctini - Род: †Conoryctes - †Conoryctes comma - Род: †Huerfanodon (парафилетски род) - †Huerfanodon heilprinianus - †Huerfanodon polecatensis - †Huerfanodon torrejonius - †Huerfanodon sp. (USNM 9678) - Потпородица: †Eurodontinae - Род: †Eurodon - †Eurodon silveirinhensis - Породица: †Onychodectidae - Род: †Onychodectes - †Onychodectes tisonensis - †Onychodectes tisonensis rarus - †Onychodectes tisonensis tisonensis - Натпородица: †Stylinodontoidea - Породица: †Stylinodontidae - Потпородица: †Stylinodontinae - Племе: †Ectoganini - Род: †Ectoganus - †Ectoganus bighornensis - †Ectoganus copei - †Ectoganus gliriformis - †Ectoganus lobdelli - Племе: †Psittacotheriini - Род: †Psittacotherium - †Psittacotherium multifragum - Племе: †Stylinodontini - Род: †Stylinodon - †Stylinodon mirus - Потпородица: †Wortmaniinae - Род: †Wortmania - †Wortmania otariidens - †Wortmania sp. (Garfield County, Montana) |
| Кладус: Apo-Chiroptera - Кладус Apo-Chiroptera (шишмиши) - Ред: Chiroptera (шишмиши) - Подред: Yangochiroptera - Подред: Yinpterochiroptera - Породица: †Archaeonycteridae (парафилетска натпородица) - Породица: †Hassianycteridae - Род: †Hassianycteris - Породица: †Icaronycteridae (парафилетска породица) - Породица: †Onychonycteridae - Породица: †Palaeochiropterygidae (парафилетска породица) - Род: †Cambaya - †Cambaya complexus - Род: †Vielasia - †Vielasia sigei | Ред: Pantolesta - Ред: †Pantolesta - Породица: †Pantolestidae (парафилетска породица) - Род: †Amaramnis - †Amaramnis gregoryi - Породица: †Paroxyclaenidae - Потпородица: †Merialinae - Род: †Fratrodon - †Fratrodon tresvauxi - Род: †Merialus - †Merialus bruneti - †Merialus martinae - Род: †Paraspaniella - †Paraspaniella gunnelli. - Род: †Spaniella - †Spaniella carezi - Род: †Welcommoides - †Welcommoides gurki - Потпородица: †Paroxyclaeninae - Род: †Kopidodon - †Kopidodon macrognathus - Род: †Paravulpavoides - †Paravulpavoides cooperi - Род: †Paroxyclaenus - †Paroxyclaenus lemuroides - Род: †Pugiodens - †Pugiodens mirus - Род: †Sororodon - †Sororodon tresvauxae - Род: †Vulpavoides - †Vulpavoides germanica - †Vulpavoides simplicidens - †Vulpavoides vanvaleni - Породица: †Pentacodontidae - Род: †Aphronorus - †Aphronorus bearspawensis - †Aphronorus fraudator - †Aphronorus orieli - †Aphronorus ratatoski - †Aphronorus simpsoni - Род: †Bisonalveus - †Bisonalveus browni - †Bisonalveus gracilis - †Bisonalveus holtzmani - Род: †Coriphagus - †Coriphagus encinensis - †Coriphagus montanus - Род: †Eurolestes - †Eurolestes dupuisi - Род: †Pentacodon - †Pentacodon inversus - †Pentacodon occultus |
| Кладус: Pholidotamorpha - Кладус: Pholidotamorpha (љускавцолики сисари) - Ред: Pholidota (љускавци) - Род: †Euromanis - †Euromanis krebsi - Подред: †Afredentata - Породица: †Eurotamanduidae - Род: †Eurotamandua - †Eurotamandua joresi - Incertae sedis: - †Pholidota sp. (BC 16’08) - Подред: Eupholidota (прави љускавци) - Натпородица: †Eomanoidea - Породица: †Eomanidae - Род: †Eomanis - †Eomanis waldi - Натпородица: Manoidea (љускавци) - Породица: †Patriomanidae - Род: †Cryptomanis - †Cryptomanis gobiensis - Род: †Patriomanis - †Patriomanis americana - Incertae sedis: - Род: †Necromanis - †Necromanis franconica - †Necromanis parva - †Necromanis quercyi - Породица: Manidae (љускавци) - Потпородица: Maninae (азијски љускавци) - Род: Manis (азијски љускавац) - †Manis hungarica (мађарски љускавац) - (нерангирано): јужна азијска група - Manis crassicaudata (индијски љускавац) - †Manis lydekkeri (лајдекеров љускавац) - Подрод: Paramanis (југоисточноазијски љускавац) - Manis culionensis (филипински љускавац) - Manis javanica (малајски љускавац) - Manis mysteria (мистериозни азијски љускавац) - †Manis palaeojavanica (дивовски азијски љускавац) - (нерангирано): сјеверна азијска група - Manis pentadactyla (кинески љускавац) - Manis pentadactyla aurita (индокинески љускавац) - Manis pentadactyla pentadactyla (тајвански љускавац) - Manis pentadactyla pusilla (хајнански љускавац) - (нерангирано): афричка група - Потпородица: Phatagininae (мали афрички љускавци) - Род: Phataginus (афрички дрвни љускавац) - Phataginus tetradactyla (дугорепи љускавац) - Phataginus tricuspis (бјелотрби љускавац) - Потпородица: Smutsiinae (велики афрички љускавци) - Род: Smutsia (афрички приземни љускавац) - Smutsia gigantea (џиновски љускавац) - Smutsia temminckii (савански љускавац) - †Smutsia olteniensis (олтенски љускавац) - Incertae sedis: - †Manidae sp. [DPC 3972 & DPC 4364] (фајумски љускавац) - Ред: †Palaeanodonta (праљускавци) - Породица: †Epoicotheriidae (парафилетска породица) - Род: †Alocodontulum - †Alocodontulum atopum - Род: †Amelotabes - †Amelotabes simpsoni - Род: †Auroratherium - †Auroratherium sinensis - Род: †Dipassalus - †Dipassalus oryctes - Род: †Tubulodon - †Tubulodon taylori - Потпородица †Epoicotheriinae (парафилетска потпородица) - Род: †Pentapassalus - †Pentapassalus pearcei - †Pentapassalus woodi - Род: †Tetrapassalus - †Tetrapassalus mckennai - †Tetrapassalus proius - †Tetrapassalus sp. A (AMNH 10215) - †Tetrapassalus sp. B - (нерангирано): †Epoicotherium/Xenocranium група - Род: †Epoicotherium - †Epoicotherium unicum - Род: †Molaetherium - †Molaetherium heissigi - Род: †Xenocranium - †Xenocranium pileorivale - Породица: †Ernanodontidae - Род: †Asiabradypus - †Asiabradypus incompositus - Род: †Ernanodon - †Ernanodon antelios - Породица: †Escavadodontidae - Род: †Escavadodon - †Escavadodon zygus - Породица: †Metacheiromyidae (парафилетска породица) - Род: †Brachianodon - †Brachianodon westorum - Род: †Mylanodon - †Mylanodon rosei - Потпородица: †Metacheiromyinae (парафилетска потпородица) - Род: †Metacheiromys - †Metacheiromys dasypus - †Metacheiromys marshi - Род: †Palaeanodon - †Palaeanodon ignavus - †Palaeanodon nievelti - †Palaeanodon parvulus - †Palaeanodon sp. (Le Quesnoy, France) - Потпородица: †Propalaeanodontinae - Род: †Propalaeanodon - †Propalaeanodon schaffi - Incertae sedis: - Род: †Arcticanodon - †Arcticanodon dawsonae - Род: †Melaniella - †Melaniella timosa | Ред: Oxyaenodonta - Ред: †Oxyaenodonta (лажне звијери) - Породица: †Oxyaenidae (лажне звијери) - Потпородица: †Machaeroidinae - Род: †Apataelurus - †Apataelurus kayi - †Apataelurus pishigouensis - Род: †Diegoaelurus - †Diegoaelurus vanvalkenburghae - Род: †Isphanatherium - †Isphanatherium ferganensis - Род: †Machaeroides - †Machaeroides eothen - †Machaeroides simpsoni - Incertae sedis: - †Machaeroidinae sp. (CM 2386) - †Machaeroidinae sp. (FMNH PM 1506) - †Machaeroidinae sp. (USNM 173514) - Потпородица: †Oxyaeninae - Род: †Argillotherium - †Argillotherium toliapicum - Род: †Dipsalidictis (парафилетски род) - †Dipsalidictis aequidens - †Dipsalidictis krausei - †Dipsalidictis platypus - †Dipsalidictis transiens - Род: †Malfelis - †Malfelis badwaterensis - Род: †Oxyaena - †Oxyaena forcipata - †Oxyaena gulo - †Oxyaena intermedia - †Oxyaena lupina - †Oxyaena pardalis - †Oxyaena simpsoni - †Oxyaena woutersi - Род: †Patriofelis - †Patriofelis ferox - †Patriofelis ulta - Род: †Protopsalis - †Protopsalis tigrinus - Род: †Sarkastodon - †Sarkastodon henanensis - †Sarkastodon mongoliensis - Потпородица: †Palaeonictinae - Род: †Ambloctonus - †Ambloctonus major - †Ambloctonus priscus - †Ambloctonus sinosus - Род: †Dipsalodon (парафилетски род) - †Dipsalodon churchillorum - †Dipsalodon matthewi - †Dipsalodon sp. (UM 71172) - Род: †Palaeonictis - †Palaeonictis gigantea - †Palaeonictis occidentalis - †Palaeonictis peloria - †Palaeonictis wingi - Потпородица: †Tytthaeninae - Род: †Tytthaena - †Tytthaena lichna - †Tytthaena parrisi |
| Ред: Hyaenodonta - Ред: †Hyaenodonta (лажне звијери) - (нерангирано): †Arfia/Sinopa група - Породица: †Arfiidae - Род: †Arfia - †Arfia gingerichi - †Arfia junnei - †Arfia langebadreae - †Arfia opisthotoma - †Arfia palustris - †Arfia shoshoniensis - †Arfia zele - †Arfia sp. (UM-ALB-2) - Породица: †Limnocyonidae - Род: †Iridodon - †Iridodon datzae - Род: †Limnocyon (парафилетски род) - †Limnocyon cuspidens - †Limnocyon potens - †Limnocyon verus - Род: †Oxyaenodon - †Oxyaenodon dysodus - Род: †Prolaena - †Prolaena parva - Род: †Prolimnocyon (парафилетски род) - †Prolimnocyon antiquus - †Prolimnocyon avatus - †Prolimnocyon chowi - †Prolimnocyon eerius - †Prolimnocyon haematus - †Prolimnocyon sp. (South Pass, Green River Basin, Wyoming) - Род: †Thinocyon - †Thinocyon medius - †Thinocyon velox - Incertae sedis: - †"Thinocyon" sichowensis - Породица: †Sinopidae - Род: †Acarictis - †Acarictis ryani - (нерангирано): †Sinopa група - Род: †Prototomus (парафилетски род) - †Prototomus deimos - †Prototomus girardoti - †Prototomus martis - †Prototomus minimus - †Prototomus phobos - †Prototomus robustus - †Prototomus secundarius - †Prototomus viverrinus - Род: †Sinopa - †Sinopa jilinia - †Sinopa lania - †Sinopa longipes - †Sinopa major - †Sinopa minor - †Sinopa piercei - †Sinopa pungens - †Sinopa rapax - †Sinopa sp. A (AMNH FM 11538) - Incertae sedis: - †Sinopidae sp. (FMNH PM 59529) - (нерангирано): †Eoproviverra/Tinerhodon група - Род: †Eoproviverra - †Eoproviverra eisenmanni - Род: †Tinerhodon - †Tinerhodon disputatus - (нерангирано): †Galecyon група - Род: †Galecyon - †Galecyon chronius - †Galecyon gallus - †Galecyon mordax - †Galecyon morloi - †Galecyon peregrinus - Род: †Gazinocyon - †Gazinocyon vulpeculus - Род: †Pyrocyon - †Pyrocyon dioctetus - †Pyrocyon strenuus - Породица: †Wyolestidae - Род: †Wyolestes - †Wyolestes apheles - †Wyolestes dioctes - †Wyolestes iglesius - Натпородица: †Hyaenodontoidea - Породица: †Hyaenodontidae - Род: †Boritia - †Boritia duffaudi - Род: †Neosinopa - †Neosinopa gobiensis - Род: †Praecodens - †Praecodens acutus - Род: †Preregidens - †Preregidens langebadrae - Род: †Protoproviverra - †Protoproviverra palaeonictides - (нерангирано): †Cynohyaenodon/Quercytherium група - Род: †Cynohyaenodon (парафилетски род) - †Cynohyaenodon cayluxi - †Cynohyaenodon lautricensis - †Cynohyaenodon ruetimeyeri - †Cynohyaenodon smithae - †Cynohyaenodon trux - Род: †Paracynohyaenodon - †Paracynohyaenodon magnus - †Paracynohyaenodon schlosseri - Род: †Quercytherium - †Quercytherium simplicidens - †Quercytherium tenebrosum - (нерангирано): †Eurotherium група - Род: †Alienetherium - †Alienetherium buxwilleri - Род: †Cartierodon - †Cartierodon egerkingensis - Род: †Eurotherium (парафилетски род) - †Eurotherium mapplethorpei - †Eurotherium matthesi - †Eurotherium theriodis - Род: †Paenoxyaenoides - †Paenoxyaenoides liguritor - Род: †Prodissopsalis - †Prodissopsalis eocaenicus - †Prodissopsalis jimenezi - (нерангирано): †Leonhardtina група - Род: †Leonhardtina - †Leonhardtina godinoti - †Leonhardtina gracilis - †Leonhardtina meridianum - (нерангирано): †Matthodon група - Род: †Matthodon - †Matthodon menui - †Matthodon peignei - †Matthodon tritens - Потпородица: †Hyaenodontinae - Род: †Consobrinus - †Consobrinus quercy - Род: †Propterodon (парафилетски род) - †Propterodon morrisi - †Propterodon paganensis - †Propterodon tongi - †Propterodon witteri - †Propterodon sp. (ZIN no. 34494) - †Propterodon sp. (Erlian Basin, Inner Mongolia, China) - Племе: †Epipterodontini - Род: †Epipterodon - †Epipterodon hyaenoides - Род: †Immanopterodon - †Immanopterodon acutidens - †Immanopterodon implacidus - Племе: †Hyaenodontini - Род: †Hyaenodon - †Hyaenodon brachyrhynchus - †Hyaenodon chunkhtensis - †Hyaenodon dubius - †Hyaenodon eminus - †Hyaenodon exiguus - †Hyaenodon filholi - †Hyaenodon gervaisi - †Hyaenodon heberti - †Hyaenodon leptorhynchus - †Hyaenodon lingbaoensis - †Hyaenodon minor - †Hyaenodon pervagus - †Hyaenodon pumilus - †Hyaenodon requieni - †Hyaenodon rossignoli - †Hyaenodon weilini - †Hyaenodon yuanchuensis - Подрод: †Neohyaenodon (парафилетски подрод) - †Hyaenodon gigas - †Hyaenodon horridus - †Hyaenodon incertus - †Hyaenodon macrocephalus - †Hyaenodon megaloides - †Hyaenodon milvinus - †Hyaenodon mongoliensis - †Hyaenodon montanus - †Hyaenodon vetus - Подрод: †Protohyaenodon (парафилетски подрод) - †Hyaenodon brevirostrus - †Hyaenodon crucians - †Hyaenodon microdon - †Hyaenodon mustelinus - †Hyaenodon raineyi - †Hyaenodon venturae - Потпородица: †Oxyaenoidinae - Род: †Oxyaenoides - †Oxyaenoides aumelasiensis - †Oxyaenoides bicuspidens - †Oxyaenoides lindgreni - †Oxyaenoides schlosseri - Породица: †Proviverridae - Род: †Minimovellentodon - †Minimovellentodon russelli - Род: †Morlodon - †Morlodon vellerei - Род: †Parvagula - †Parvagula palulae - (нерангирано): †Allopterodon/Proviverra група - Род: †Allopterodon - †Allopterodon bulbosus - †Allopterodon minor - †Allopterodon torvidus - Род: †Lesmesodon - †Lesmesodon behnkeae - †Lesmesodon edingeri - †Lesmesodon gunnelli - Род: †Proviverra - †Proviverra typica - (нерангирано): †афро-арабијска група - Род: †Furodon - †Furodon crocheti - Род: †Glibzegdouia - †Glibzegdouia tabelbalaensis - (нерангирано): †Kyawdawia група - Род: †Kyawdawia - †Kyawdawia lupina - Род: †Paratritemnodon - †Paratritemnodon indicus - †Paratritemnodon jandewalensis - (нерангирано): †Lahimia група - Род: †Parvavorodon - †Parvavorodon gheerbranti - Породица: †Boualitomidae (парафилетска породица) - Род: †Boualitomus - †Boualitomus marocanensis - Род: †Lahimia - †Lahimia selloumi - Incertae sedis: - †Boualitomidae sp. (Locality BQ-2, Fayum, Egypt) - †Boualitomidae sp. (Quarry L-41, Fayum, Egypt) - (нерангирано): †Tritemnodon група - Род: †Tritemnodon - †Tritemnodon agilis - †Tritemnodon sp. (FMNH PM 55839) - Породица: †Indohyaenodontidae - Род: †Indohyaenodon - †Indohyaenodon raoi - Род: †Yarshea - †Yarshea cruenta - Породица: †Koholiidae - Род: †Koholia - †Koholia atlasense - Натпородица: †Hyainailouroidea (полифилетска натпородица) - Породица: †Hyainailouridae (парафилетска породица) - Потпородица: †Apterodontinae - Род: †Apterodon - †Apterodon altidens - †Apterodon gaudryi - †Apterodon intermedius - †Apterodon langebadreae - †Apterodon macrognathus - †Apterodon rauenbergensis - †Apterodon saghensis - Род: †Quasiapterodon - †Quasiapterodon minutus - Потпородица: †Hyainailourinae (парафилетска потпородица) - Род: †Ekweeconfractus - †Ekweeconfractus amorui - Род: †Megistotherium - †Megistotherium osteothlastes - Род: †Mlanyama - †Mlanyama sugu - Род: †Pakakali - †Pakakali rukwaensis - Род: †Simbakubwa - †Simbakubwa kutokaafrika - Род: †Thereutherium - †Thereutherium thylacodes - (нерангирано): †Akhnatenavus група - Род: †Akhnatenavus - †Akhnatenavus leptognathus - †Akhnatenavus nefertiticyon - Род: †Hemipsalodon - †Hemipsalodon grandis - †Hemipsalodon viejaensis - Род: †Ischnognathus - †Ischnognathus savagei - (нерангирано): †Maocyon/Orienspterodon група - Род: †Maocyon - †Maocyon peregrinus - Род: †Orienspterodon - †Orienspterodon dahkoensis - †Orienspterodon mianchiensis - Племе: †Hyainailourini (полифилетско племе) - Род: †Bastetodon - †Bastetodon syrtos - Род: †Exiguodon - †Exiguodon pilgrimi - Род: †Falcatodon - †Falcatodon schlosseri - Род: †Hyainailouros (полифилетски род) - †Hyainailouros bugtiensis - †Hyainailouros napakensis - †Hyainailouros nyanzae - †Hyainailouros sulzeri - Род: †Parapterodon - †Parapterodon lostangensis - Род: †Sectisodon - †Sectisodon markgrafi - †Sectisodon occultus - Род: †Sekhmetops - †Sekhmetops africanus - †Sekhmetops phiomensis - Род: †Sivapterodon - †Sivapterodon lahirii - Потплеме: †Isohyaenodontina (полифилетско потплеме) - Род: †Isohyaenodon (полифилетски род) - †Isohyaenodon andrewsi - †Isohyaenodon zadoki - (нерангирано): †Pterodon група - Род: †Kerberos - †Kerberos langebadreae - Потплеме: †Pterodontina - Род: †Pterodon - †Pterodon dasyuroides - Incertae sedis: - †"Pterodon" sp. (DPC 5036) - Племе: †Leakitheriini - Род: †Leakitherium - †Leakitherium hiwegi - Племе: †Metapterodontini - Род: †Metapterodon - †Metapterodon brachycephalus - †Metapterodon kaiseri - †Metapterodon stromeri - Племе: †Paroxyaenini - Род: †Paroxyaena - †Paroxyaena galliae - †Paroxyaena pavlovi - Incertae sedis: - †"Pterodon" sp. (BC 15’08) - †Hyainailourinae sp. (GSN AD 100’96) - †Hyainailourinae sp. (UON 84-359) - †Hyainailourinae sp. A (DPC 6555) - †Hyainailourinae sp. C (DPC 9243 & DPC 10315) - †Hyainailourinae sp. D (DPC 6545) - Породица: †Prionogalidae - Род: †Namasector - †Namasector soriae - Род: †Prionogale - †Prionogale breviceps - Породица: †Teratodontidae - Потпородица: †Teratodontinae - Род: †Anasinopa - †Anasinopa haasi - †Anasinopa leakeyi - †Anasinopa libyca - †Anasinopa napaki - Род: †Brychotherium - †Brychotherium atrox - †Brychotherium ephalmos - Род: †Masrasector - †Masrasector aegypticum - †Masrasector ligabuei - †Masrasector nananubis - †Masrasector pithecodacos - Род: †Metasinopa - †Metasinopa ethiopica - †Metasinopa fraasii - †Metasinopa osborni - †Metasinopa sp. (DPC 4544 & DPC 10199) - Племе: †Dissopsalini - Род: †Buhakia - †Buhakia hyaenoides - †Buhakia moghraensis - †Buhakia sp. I (Karungu, Kenya) - †Buhakia sp. II (GSN GT VI 22’17) - Род: †Dissopsalis - †Dissopsalis carnifex - †Dissopsalis pyroclasticus - Племе: †Teratodontini - Род: †Teratodon - †Teratodon enigmae - †Teratodon spekei - †Teratodon sp. (DPC 8999) - Incertae sedis: - †Teratodontinae sp. (BC 2’08) - †Teratodontinae sp. (CBI-1-614) - †Teratodontinae sp. (Locality BQ-2, Fayum, Egypt) - ихнофосилни представници реда Hyaenodonta: - Ихнород: †Creodontipus - Ихноврста: †Creodontipus almenarensis - Ихноврста: †Creodontipus mongayensis - Ихнород: †Dischidodacylus - Ихноврста: †Dischidodacylus stevensi - Ихнород: †Sarcotherichnus - Ихноврста: †Sarcotherichnus enigmaticus - Ихнопородица: †Sarjeantipodidae - Ихнород: †Hyaenodontipus - Ихноврста: †Hyaenodontipus praedator - Ихнород: †Quiritipes - Ихноврста: †Quiritipes impendens - Ихнород: †Sarjeantipes - Ихноврста: †Sarjeantipes whitea | Кладус: Carnivoramorpha - Кладус: Carnivoramorpha (звијеролики сисари) - Кладус: Carnivoraformes (звијеролики сисари) [Кладус "A"] - Род: †Africtis - †Africtis sirtensis - Род: †Dawsonicyon - †Dawsonicyon isami - Род: †Miacis - †Miacis parvivorus - (нерангирано): Кладус "B" - Породица: †Quercygalidae - Род: †Quercygale - †Quercygale angustidens - †Quercygale hastingsae - †Quercygale helvetica - †Quercygale smithi - †Quercygale sp. (MNNA 9010) - (нерангирано): †Gracilocyon/Oodectes група - Род: †Eogale - †Eogale parydros - Род: †Gracilocyon (парафилетски род) - †Gracilocyon igniculus - †Gracilocyon rosei - †Gracilocyon rundlei - †Gracilocyon solei - †Gracilocyon winkleri - †Gracilocyon sp. (Jibou, Romania) - Род: †Oodectes (парафилетски род) - †Oodectes herpestoides - †Oodectes jepseni - †Oodectes proximus - †Oodectes pugnax - Род: †Paramiacis - †Paramiacis exilis - †Paramiacis teilhardi - †Paramiacis sp. (Creechbarrow, UK) - Род: †Paroodectes - †Paroodectes feisti - Incertae sedis: - †"Miacis" sp. (CM 67873 & CM 77299) - Род: †Messelogale - †Messelogale kessleri - Род: †Miocyon - †Miocyon bathygnathus - †Miocyon magnus - †Miocyon major - †Miocyon scotti - †Miocyon vallisrubrae - †Miocyon sp. (Southern California) - Род: †Simamphicyon - †Simamphicyon helveticus - Род: †Uintacyon (парафилетски род) - †Uintacyon acutus - †Uintacyon asodes - †Uintacyon edax - †Uintacyon gingerichi - †Uintacyon hookeri - †Uintacyon jugulans - †Uintacyon massetericus - †Uintacyon rudis - †Uintacyon vorax - Род: †Xinyuictis - †Xinyuictis tenuis - †Xinyuictis thailandicus - Род: †Zodiocyon - †Zodiocyon zetesios - (нерангирано): Кладус "C" - Род: †Dormaalocyon - †Dormaalocyon latouri - (нерангирано): †Vulpavus група - Род: †Palaearctonyx - †Palaearctonyx meadi - Род: †Vassacyon - †Vassacyon bowni - †Vassacyon prieuri - †Vassacyon promicrodon - †Vassacyon taxidiotis - †Vassacyon sp. (CM 82447 & CM 82448) - Род: †Vulpavus (парафилетски род) - †Vulpavus australis - †Vulpavus canavus - †Vulpavus completus - †Vulpavus farsonensis - †Vulpavus palustris - †Vulpavus profectus - Подрод: †Phlaodectes - †Vulpavus ovatus - Incertae sedis: - †"Miacis" deutschi - †"Miacis" exiguus - (нерангирано): Кладус "D" - Ред: Carnivora (звијери) [Кладус "E"] - Подред: Caniformia (псолике звијери) даљња класификација −−−> - Подред: Feliformia (мачколике звијери) даљња класификација −−−> - Род: †Ceruttia - †Ceruttia sandiegoensis - Род: †Harpalodon - †Harpalodon sylvestris - Род: †Lycarion - †Lycarion medius - Род: †Neovulpavus - †Neovulpavus mccarrolli - †Neovulpavus washakius - Род: †Procynodictis - †Procynodictis progressus - †Procynodictis vulpiceps - †Procynodictis sp. (San Diego County, California) - Род: †Prodaphaenus - †Prodaphaenus uintensis - Род: †Tapocyon - †Tapocyon dawsonae - †Tapocyon robustus - Род: †Walshius - †Walshius pacificus - Incertae sedis: - †"Miacis" gracilis - †"Miacis" hargeri - †"Miacis" invictus - †"Miacis" lushiensis - †Carnivoraformes sp. (SDSNH 49600) - Incertae sedis: - †"Miacis" boqinghensis - †"Miacis" hookwayi - †"Miacis" latidens - †"Miacis" petilus - †Carnivoraformes undet. Genus A - †Carnivoraformes undet. Genus B - Натпородица: †Viverravoidea - Породица †Viverravidae - Род: †Orientictis - †Orientictis spanios - Род: †Pappictidops - †Pappictidops acies - †Pappictidops obtusus - †Pappictidops orientalis - Род: †Preonictis - †Preonictis youngi - Род: †Variviverra - †Variviverra vegetatus - Потпородица: †Didymictinae - Род: †Bryanictis - †Bryanictis microlestes - †Bryanictis paulus - †Bryanictis terlinguae - Род: †Didymictis - †Didymictis altidens - †Didymictis dellensis - †Didymictis leptomylus - †Didymictis protenus - †Didymictis proteus - †Didymictis vancleveae - †Didymictis sp. (Erquelinnes, Hainaut, Belgium) - Род: †Intyrictis - †Intyrictis vanvaleni - Род: †Pristinictis - †Pristinictis connata - Род: †Protictis (парафилетски род) - †Protictis agastor - †Protictis haydenianus - †Protictis minor - †Protictis paralus - †Protictis simpsoni - Подрод: †Protictoides - †Protictis aprophatos - Род: †Raphictis - †Raphictis gausion - †Raphictis iota - †Raphictis machaera - †Raphictis nanoptexis - Incertae sedis: - †"Deltatherium" durini - Потпородица: †Ictidopappinae - Род: †Ictidopappus - †Ictidopappus mustelinus - Потпородица: †Viverravinae - Род: †Simpsonictis - †Simpsonictis jaynanneae - †Simpsonictis pegus - †Simpsonictis tenuis - Род: †Viverravus - †Viverravus acutus - †Viverravus gracilis - †Viverravus lawsoni - †Viverravus laytoni - †Viverravus lutosus - †Viverravus minutus - †Viverravus politus - †Viverravus rosei - †Viverravus sicarius - †Viverravus sp. (V11141) - †Viverravus sp. (Locality Group 2, Washakie Basin, Wyoming) - Род: †Viverriscus - †Viverriscus omnivorus - Incertae sedis: - †Viverravidae sp. (CM 71188 & CM 71189) - Incertae sedis: - Род: †Ravenictis - †Ravenictis krausei - †"Sinopa" insectivorus - †Carnivoramorpha sp. (UALVP 31176) - †Carnivoramorpha sp. (UALVP 50993 & UALVP 50994) - †Carnivoramorpha sp. (USNM 538395) - ихнофосилни представници кладуса Carnivoraformes: - Ихнород: †Falcatipes - Ихноврста: †Falcatipes floriformis |
| Подред: Feliformia - Подред: Feliformia (мачколике звијери) - Род: †Chailicyon - †Chailicyon crassidens - Род: †Eosictis - Породица: †Palaeogalidae - Род: †Cryptailurus - Род: †Palaeogale - Натпородица: †Nimravoidea (лажне сабљозубе мачке) - Породица: †Nimravidae (лажне сабљозубе мачке) - Кладус: Aeluroidea | Подред: Caniformia - Подред: Caniformia (псолике звијери) - Натпородица: †Amphicyonoidea (медвједолики пси) - Породица: †Amphicyonidae (медвједолики пси) - Incertae sedis: - Genus: †Lonchocyon - Genus: †Lycophocyon - Кладус: Canoidea - Ифраред: Cynoidea (пси) - Породица: Canidae (пси) - Ифраред: Arctoidea (медвједолике звијери) - ихнофосилни представници подреда Caniformia: - Ихнород: †Zanclonychopus - Ихноврста: †Zanclonychopus cinicalcator |